# Spinivesica
Spinivesica is een geslacht van wantsen uit de familie van de Miridae (Blindwantsen). Het geslacht werd voor het eerst wetenschappelijk beschreven door Schuh & Schwartz in 2016.

## Soorten
Het genus bevat de volgende soorten:

- Spinivesica crenulata Schuh & Schwartz, 2016
- Spinivesica crypticus Schuh & Schwartz, 2016
- Spinivesica decipiens Schuh & Schwartz, 2016
- Spinivesica eremophilicola Schuh & Schwartz, 2016
- Spinivesica eremophiloides Schuh & Schwartz, 2016
- Spinivesica eremophphilicola Schuh & Schwartz, 2016
- Spinivesica mardathuna Schuh & Schwartz, 2016
- Spinivesica pardalota Schuh & Schwartz, 2016
- Spinivesica spiculata Schuh & Schwartz, 2016
- Spinivesica tompricensis Schuh & Schwartz, 2016
- Spinivesica witchelina Schuh & Schwartz, 2016